# Marzio Erculeo
Marzio Erculeo   (Otricoli, 1623 - Mòdena, 5 d'agost de 1706) fou un músic i compositor italià.
Feu els primers estudis musicals a Roma, passant després a Modena, i com a soprano entrà en la capella del duc Francesc I. Sembla que abraçà l'estat eclesiàstic, ja que sol·licità del duc Francesc II un benefici de la catedral que no aconseguí, pel que es retirà a Cherici, entrant en la casa de sacerdots de la congregació de San Carles, on obrí una escola de cant pla.
És autor de l'oratori Il Battesimo di S. Valeriano. També va compondre les obres didàctiques Il Musico ecclesiastico (Mòdena, 1686), el qual es un tractat de cant pla, i Primi elementi di musica (Mòdena, 1689).